# Swithred dell'Essex
Switredo (in inglese Swithred) o Swaefred (fl. VIII secolo) è stato un sovrano anglosassone che regnò sull'Essex dal 746 al 758.
Era il secondogenito di re Sebbi e quindi pronipote di re Sigeheard. Come i suoi predecessori, anche lui regnò come sovrano sottoposto alla Mercia.